# بلمر

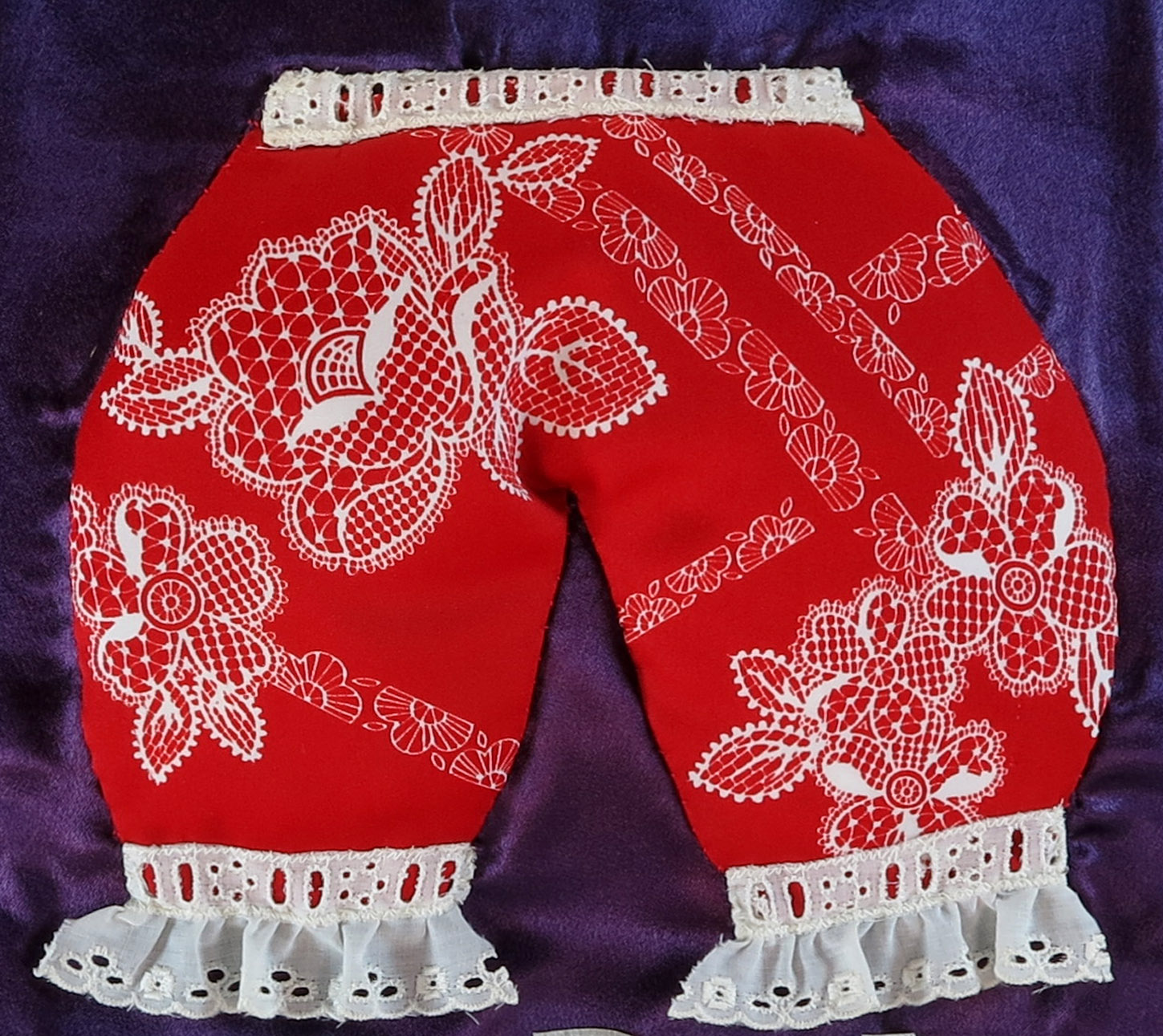
زوج من البلمر 1981

البَلْمَر لباس للشق الأسفل من الجسم. صنعت في القرن التاسع عشر بديلًا صحيًا ومريحًا للفساتين الثقيلة والضيقة التي ترتديها النساء الأمريكيّات. الاسم يعود إلى الناشطة في مجال حقوق المرأة أميليا بلومر .

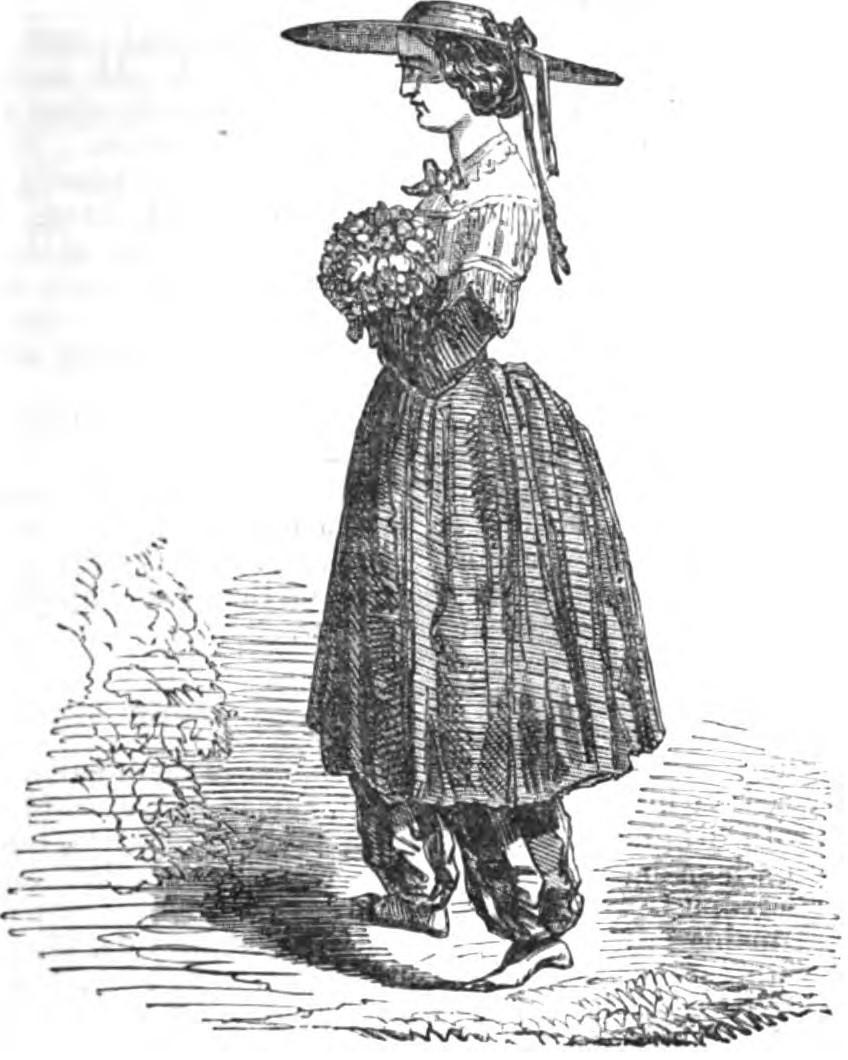